# Alpha Draco
Alpha Draco ([ˈælfə ˈdrækoʊ] аутентич. произн. «А́лфа-дрэ́ко», в пер. «Альфа Дракона») — американская баллистическая ракета малой дальности из «звёздной» серии. Предназначалась для отработки технологии процесса управляемого входа и преодоления головными частями БР плотных слоёв атмосферы. Была разработана корпорацией «Макдоннелл» в Сент-Луисе по заказу ВВС США, став первенцем в серии баллистических ракет «Макдоннелл», до того занимавшейся в основном созданием ЛЦ, УАБ, ПКР и ПЛУР. В основу проекта легли наработки немецкого ракетостроения, полученные до и во время Второй мировой войны, впоследствии вывезенные в США вместе с разработавшими их учёными. Ракета с пусковым устройством представляла собой комплекс, которому был присвоен общевойсковой индекс WS-199D. Общая стоимость работ по проекту «Альфа-Драко», проведенных с 1957 по 1959 годы, составила около пяти — пяти с половиной миллионов долларов.

## Предыстория

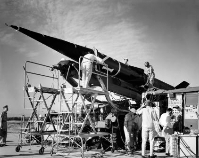
Ракету готовят к первому пуску

Главный конструктор ракетостроительного подразделения «Макдоннелл» (с 1950 года) Вальтер Дорнбергер уже имел богатый опыт проектирования баллистических ракет, полученный им ещё в пору работы над проектами ракетной программы Третьего рейха. Среди прочего, в прошлом перед ним были поставлены задачи изыскания путей повышения дальности действия ракет «Фау-2» для нанесения ракетного удара по целям в Северной Америке (инициатором которого он и являлся, предложив разработку ракет сверхбольшой дальности в своём докладе фюреру 31 июля 1940 года), уже тогда он пришёл к выводу о необходимости повышения апогея траектории полёта головной части ракеты с забрасываемой нагрузкой. В послевоенное время, занимая одновременно с конструкторской должность консультанта командующего ВВС США по ракетам, именно он обосновал перед американским военным командованием необходимость разработки «Альфа-Драко» и был идейным вдохновителем проекта. Собственно, обыгрывающее астрологическую тематику название проекта «Драко» (а не «Дракон», англ. Dragon) в действительности было немецким, исходно так называлась разработанная Дорнбергером в Пенемюнде в 1943—1944 гг. девятая модель в серии немецких ракет «Агрегат» (A-9). Идея оперённой второй ступени принадлежала Курту Патту из конструкторского бюро Вальтера Риделя, но его предложение было призвано увеличить дальность действия «Фау-2» на несколько сот километров и не предназначалось для создания межконтинентальных ракет, которыми в рейхе занимался Дорнбергер.
Необходимость создания такого рода ракет в США была продиктована практической потребностью в отработке технологии входа и преодоления головными частями БР плотных слоёв атмосферы, поскольку на указанном участке траектории полёта ГЧ испытывала предельные динамические нагрузки на конструкцию и забрасываемый груз вкупе с перегревом оболочки корпуса конического обтекателя до критической температуры. Для продолжения работ по тематике БР любой дальности необходимо было найти наиболее оптимальные конструкторские решения указанных проблем. На повестке дня у инженеров «Макдоннелл» стояли вопросы повышения аэродинамических качеств и совершенствования проектирования конструкции ракет, в корпоративном плане развития на десять лет «Альфа-Драко» занимала лишь первую ступень и была призвана отработать имеющиеся теоретические наработки для дальнейшего применения в конструкции проектируемых баллистических ракет.

## История
Аванпроект

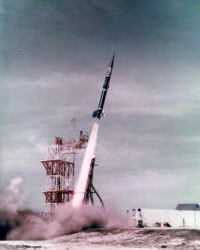
Последний запуск ракеты

Как и другие ракеты, разработанные в рамках программы WS-199, «Альфа-Драко» проектировалась под двигательную установку, в основе своей имеющую разгонную ступень от ракеты «Онест-Джон» и маршевую ступень ракеты «Сержант». Предполагалось отработать новые материалы и технологии абляционной защиты и транспирационного охлаждения головной части.
Разработка
Контракт с «Макдоннелл» на проведение опытно-конструкторских работ был заключен Департаментом ВВС США в 1957 году. Круг задач, который стоял перед разработчиками и которые призвана была решить «Альфа-Драко», включал в себя не только отработку технологий преодоления плотных слоёв атмосферы на входе, но и создание ракет класса «земля—космос» для перехвата ядерных боевых частей советских баллистических ракет сначала в стратосфере, а в перспективе на околоземной орбите (заатмосферный перехват) и уничтожения выведенных на орбиту советских спутников-бомбардировщиков, носителей ядерных бомб, — на тот момент, американское военно-политическое руководство опасалось создания и вывода на орбиту советских спутников с ядерным оружием на борту, способных по команде с земли осуществлять бомбометание по целям в Северной Америке по заранее рассчитанной траектории (в этом сегменте она составляла конкуренцию противоспутниковым ракетам воздушного базирования «Болд-Орион», разрабатывавшимся компанией «Мартин»). «Альфа-Драко» реализовала передовую технологию ракет с несущим корпусом, для которых скорости полёта с числом M=5 (6174 км/ч) были на тот момент запредельными.
Испытания
Опытные прототипы ракет были изготовлены на заводе «Макдоннелл» в 1957 году, но лётные испытания начались только в 1959 году.
| Дата            | Полигон                        | Апогей | Краткое описание полёта                                                                                                | Результат |
| --------------- | ------------------------------ | ------ | --- | --------- |
| 16 февраля 1959 | База ВВС США на мысе Канаверал | 30 км  | точка падения головной части на удалении 415 км от стартовой позиции                                                   | успешный  |
| 16 марта 1959   | База ВВС США на мысе Канаверал | 30 км  | точка падения ГЧ на удалении 393 км от стартовой позиции                                                               | успешный  |
| 27 апреля 1959  | База ВВС США на мысе Канаверал | 30 км  | ракета уничтожена по команде с земли ввиду отклонения от расчётной траектории полёта после запуска маршевого двигателя | аварийный |

Свёртывание проекта
Исходный план работ по проекту предусматривал от тридцати до сорока девяти месяцев работы и три-четыре опытных пуска на стадии лётных испытаний. По итогам проведенных испытаний, принципиальные вопросы теоретического характера в части расчёта аэродинамических и термодинамических свойств ГЧ были проверены на практике (включая третий аварийный пуск), необходимости в дальнейших опытных запусках не было, поэтому проект был свёрнут. Собственно, установление аэродинамического качества ракет являлось ключевым достижением проекта.
Дальнейшее развитие задела
Полученные наработки были использованы «Макдоннелл» в дальнейшем, при работе над новыми проектами баллистических ракет. Среди прочего, технологии повышения жаропрочности теплозащитного покрытия конического обтекателя до 1482 °C и более, были востребованы в дальнейшем при работе над проектом BGRV. Опыт создания продолговатой головной части был учтён при разработке МБР «Минитмен».
Осенью 1961 года имеющиеся наработки были переданы в Лаборатории космических технологий корпорации «Томпсон-Рамо-Вулридж» для использования в качестве третьей ступени в рамках американской лунной программы для посадки обитаемого или необитаемого модуля на Луне, либо для вывода на околоземную орбиту полезного груза массой 3 тыс. фунтов (1360 кг), типа спутника связи «Адвент». Прорабатывались варианты её использования в комбинации с ракетами-носителями типа «Атлас» и «Титан». В качестве аппаратуры инерциальной навигационной системы ракеты в космосе предполагалось использовать уже имеющуюся ИНС «Эйбл» или «Центавр», или их комбинацию, — у Лабораторий имелся большой задел на этом поприще, полученный в ходе работы над американскими межконтинентальными баллистическими ракетами и разгонными блоками.

## Тактико-технические характеристики
Источники информации:
Общие сведения

Лётные параметры
- Высота отцепки разгонного блока — около 12,8 км
- Апогей траектории полёта — свыше 30,5 км
- Расчётная дальность — 386 км

Аэродинамические характеристики
- Аэродинамическая компоновочная схема

- 1-я ступень — нормальная
- 2-я ступень — несущий конус

- Маршевая скорость полёта — около 6174 км/ч
- Активный участок траектории полёта — 70 сек

Габаритные характеристики
- Длина ракеты — 14050 мм
- Длина головной части — 4292 мм
- Размах хвостового оперения — 2160 мм
- Диаметр корпуса — 790 мм
- Толщина абляционного покрытия ГЧ — 25,4 мм
- Угол сужения конического обтекателя — 5,36°

Двигательная установка
- Тип ДУ — двухдвигательная
- Разгонный двигатель — Thiokol TX-20
- Маршевый двигатель — Thiokol TX-30
- Тип разгонного двигателя — РДТТ
- Тяга разгонного двигателя — 222 кН (22,68 тыс. кгс)
- Время работы разгонного двигателя — 32 сек
- Тип маршевого двигателя — РДТТ
- Тяга маршевого двигателя — 54,8 кН (5,58 тыс. кгс)
- Время работы маршевого разгонного двигателя — 37 сек

## Комментарии
1. ↑  Астрологический и зодиакальный термин, типичный для названий ракет «звёздной» серии. Символизм в названии заключается в том, что первоначально полярной звездой называлась именно Альфа Дракона[3].
2. ↑  Согласно принятой в РФ классификации, «Альфа-Драко» относится к оперативно-тактическим ракетам. При этом, она соответствует определению строго эквивалентного англоязычного термина SRBM в американской классификации, к которому относятся любые БР с дальностью действия до 1000 км.